# Guitar Romantic
Guitar Romantic is het debuut- en enige studioalbum van de Amerikaanse punkband The Exploding Hearts. Het album werd in april 2002 uitgebracht. Een jaar later kwamen op één na alle bandleden om bij een verkeersongeval.

## Ontvangst
Het album werd na verschijning zeer lovend ontvangen. Tim Sendra van AllMusic hoorde invloeden van een vroege The Clash, The Only Ones, Buzzcocks en New York Dolls. De sound vergeleek hij met die van de lo-fi artiest Billy Childish. Robert Christgau beoordeelde het album met een honorable mention. Hij merkte daarbij op dat de band te vroeg is weggevallen. De nummers 'Sleeping Aides & Razorblades' en 'Rumours in Town' vielen hem in het bijzonder op. Matt LeMay van Pitchfork gaf het album een 8,8. Net als Sendra merkte ook LeMay op dat The Exploding Hearts slechts in eerste instantie punkpop-revivalists lijken maar dat ze meer te bieden hebben. Hij omschreef het album als een tijdloos en "fucking awesome power-pop" album. Andrew Unterberger van Stylus was weinig onder de indruk van de voorspelbaarheid van het album dat volgens hem sterk beïnvloed is door powerpopbands uit de late jaren 70. Volgens hem was de markt al verzadigd met revivalists en retro-acts. Wel omschreef hij het album als "another collection of ace pop songs".
De band belandde met het album op #39 in Rolling Stone's lijst van 40 Greatest One-Album Wonders.

## Nummers
| Nr. | Titel                        | Duur |
| --- | ---------------------------- | ---- |
| 1.  | Modern Kicks                 | 3:19 |
| 2.  | I'm a Pretender              | 2:32 |
| 3.  | Thorns in Roses              | 2:43 |
| 4.  | You're Black & Blue          | 2:05 |
| 5.  | Sleeping Aides & Razorblades | 2:36 |
| 6.  | Rumours in Town              | 2:33 |
| 7.  | Throwaway Style              | 2:58 |
| 8.  | Boulevard Trash              | 2:10 |
| 9.  | Jailbird                     | 3:37 |
| 10. | Still Crazy                  | 4:04 |

## Bezetting
- Adam Cox - zang, gitaar
- Terry Six - gitaar, zang
- Matt Fitzgerald - bas
- Jeremy Gage - drums